# Alton United Football Club
Dernière mise à jour : 15 décembre 2009.
Alton United Football Club est un club de football basé à Belfast. Il joue dans un championnat local, la Falls District League. Le club joue alors dans le stade de Falls Road dans Shauns Park et à Celtic Park, le terrain habituel du Belfast Celtic dans l’ouest de Belfast.

## Histoire
La Falls League est affiliée à la Fédération d'Irlande de football basée à Dublin et non à l’Association irlandaise de football pourtant elle basée à Belfast. Cela s’explique par le fait que Falls Road est très majoritairement un quartier catholique romain, un bastion du nationalisme irlandais en Irlande du Nord. 
Le Belfast Celtic, le meilleur club catholique de Belfast, qui participe au championnat d'Irlande du Nord de football, est exclu par sa fédération pour violence dans les tribunes de son stade de 1921 à 1924. Pendant cette période-là, ses joueurs participent au championnat de la Falls League et notamment dans les rangs de l’Alton United.
Ceci explique que le plus grand moment de l’histoire du club est la victoire en Coupe d'Irlande de football en 1923. Le club crée la surprise en battant 1-0 Shelbourne FC en finale à Dalymount Park. Le seul but du match est marqué par Andy McSherry.
L’année suivante, La fédération irlandaise décide de ne plus admettre les membres de la Falls League dans leur Coupe pour se recentrer sur les clubs de l'État libre d'Irlande. 
En 1924, le Belfast Celtic réintègre le championnat d'Irlande du Nord et récupère donc ses joueurs. De fait la Falls League disparait, et Alton United de même.

## Palmarès
- Coupe d'Irlande (1) :
  - Vainqueur : 1922-23.